# CONCACAF Champions' Cup 1985
La CONCACAF Champions' Cup 1985 è stata la 21ª edizione della massima competizione calcistica per club centronordamericana, la CONCACAF Champions' Cup.

## Nord/Centro America

### First Round
| Squadra 1               | Totale | Squadra 2   | Andata | Ritorno |
| ----------------------- | ------ | ----------- | ------ | ------- |
| Hotels International FC | 0 - 3  | Aurora      | 0 - 0  | 0 - 3   |
| Chicago Croatian        | 0 - 6  | Olimpia     | 0 - 4  | 0 - 2   |
| Deportivo Suchitepéquez | 4 - 1  | Águila      | 2 - 1  | 2 - 0   |
| Vida                    | 3 - 1  | FAS         | 1 - 1  | 2 - 1   |
| América                 | 4 - 2  | Guadalajara | 3 - 1  | 1 - 1   |

- Aurora avanza al quarto turno.
- Olimpia, Deportivo Suchitepéquez, Vida e América avanzano al secondo turno.

### Secondo turno
| Squadra 1               | Totale          | Squadra 2 | Andata | Ritorno |
| ----------------------- | --------------- | --------- | ------ | ------- |
| Deportivo Suchitepéquez | 1 - 1 (3-4 pen) | Olimpia   | 1 - 0  | 0 - 1   |
| Vida                    | 1 - 3           | América   | 1 - 0  | 0 - 3   |

### Terzo turno
| Squadra 1 | Totale | Squadra 2 | Andata | Ritorno |
| --------- | ------ | --------- | ------ | ------- |
| Olimpia   | 3 - 2  | América   | 2 - 2  | 1 - 0   |

### Quarto turno
| Squadra 1 | Totale | Squadra 2 | Andata | Ritorno |
| --------- | ------ | --------- | ------ | ------- |
| Aurora    | 1 - 2  | Olimpia   | 1 - 0  | 0 - 2   |

## Caraibi
Partecipanti:
 S.V. SUBT
 Violette AC
 Boys' Town F.C.
 Tivoli Gardens F.C.
 Aiglon du Lamentin
 SV Robinhood
ma non si sa se hanno giocato partite.

### Primo turno
| Squadra 1             | Totale           | Squadra 2    | Andata | Ritorno |
| --------------------- | ---------------- | ------------ | ------ | ------- |
| Racing FC (Gônaïves)  | 0 - 1            | Golden Star  | 0 - 0  | 0 - 1   |
| San Francois National | 2 - 4            | CS Moulien   | 1 - 2  | 1 - 2   |
| Jong Holland          | 0 - 0 (4-3 pen.) | SV Transvaal | 0 - 0  | 0 - 0   |

- Altri risultati del primo turno ignoti.

### Secondo turno
| Squadra 1          | Totale | Squadra 2       | Andata | Ritorno |
| ------------------ | ------ | --------------- | ------ | ------- |
| CS Moulien         | 1 - 0  | Weymouth Wales  | 1 - 0  | {{{7}}} |
| Defence Force F.C. | 2 - 0  | J.S. Capesterre | 1 - 0  | 1 - 0   |

- Apparentlemente giocata solo l'andata.
- Altri risultati del secondo turno ignoti.

### Terzo turno
| Squadra 1    | Totale | Squadra 2    | Andata | Ritorno |
| ------------ | ------ | ------------ | ------ | ------- |
| USL Montjoly | 4 - 0  | Jong Holland | 3 - 0  | 1 - 0   |

- Altri risultati del terzo turno ignoti.

### Turno Finale
| Squadra 1    | Totale | Squadra 2          | Andata | Ritorno |
| ------------ | ------ | ------------------ | ------ | ------- |
| USL Montjoly |        | Defence Force F.C. |        | {{{7}}} |

- Defence Force batte il Montjoly.

## CONCACAF Finale
| [[ Port of Spain, Trinidad e Tobago]] 1986-01-19 | Defence Force F.C. | 2 – 0 | C.D. Olimpia | Hasely Crawford Stadium |

| [[ San Pedro Sula, Honduras]] 1986-01-26 | C.D. Olimpia | 1 – 0 | Defence Force F.C. | Estadio Francisco Morazán |

## Campione
| CONCACAF Champions' Cup 1985 Campioni |
| ------------------------------------- |
| Trinidad e Tobago (bandiera)          |
| Defence Force F.C. Primo Titolo       |